# Border=Border
『Border=Border』（ボーダー・ボーダー）は、日本のバンドTenTwentyの1枚目のEP。2025年3月19日に発売された。発売元はTOY'S FACTORY。

## 概要
通常盤 [CD]、初回生産限定盤A [CD+BD]、初回生産限定盤B [CD+DVD]の三形態でリリース。
初回生産限定盤には、「XIIX LIVE TOUR『XIIX』at LINE CUBE SHIBUYA 2023.10.20」ライブ映像が収録。

## 背景
今作のリリースを以てバンド名の表記がXIIXからTenTwentyになった。バンド名の表記変更は須藤が「アルバム3枚を終えて次に向かうにあたってもう一段ギア上げていきたい」「より幅広くたくさんの人に届けたい、パッと目に入ってきたものと聴いたものがもっとリンクできるようにしたい」という意図で改名を提案した。

## 収録曲
作詞：斎藤宏介、作曲：斎藤宏介・須藤優、編曲：須藤優
1. Border=Border
  - 2024年5月に開催されたツアー「XIIX LIVE TOUR『Border=Border 〜2&5〜』」のタイトル曲で、同ツアーで初披露された楽曲。北山宏光に提供した「JOKER」の元ネタ楽曲[2]。
  - 須藤は、アルバムを3枚出したはいいものの、自分らが思っていたような結果になってないというフラストレーションもあり、それをぶち壊したいという想いから、とにかく刺激的で攻撃的で爆発するようなトラックを作った[2]。
  - 歌詞のテーマは「自分は自分、人は人」[2]。「自分の形を変えるのではなく、自分の形のままに互いの輪郭を重ね合わせることで他者と関わることこそが素敵じゃん、そうやってボーダーとボーダーを一緒にしよう」というメッセージを込めている[2]。
2. 煌めき
  - アニメ『マジック・メイカー 〜異世界魔法の作り方〜』OPテーマ。
  - 須藤は「ファイナルファンタジー」のイメージで、ケルトっぽく跳ねて陽気なんだけどどこか陰もあって、だけど全体のイメージとしてはアルプスが見えて青空がバーッと広がってるような曲になったらいいなと思ってトラックを作った[2]。
  - 斎藤は「日々着実に一歩一歩、歩みを重ねている人への応援として『それで良いんだよ』と言えるものを作りたいと思って歌詞を書き始めた。[3]
  - 斎藤は、人が凄い素敵なことや信じられないことをした時に第三者が「魔法だ」と言うけど、いざその魔法を作ってる側からすると、日々の地道な一歩一歩の積み重ねの先にようやく辿り着く一瞬のきらめきみたいなものを魔法と呼ぶんじゃないかと思い、その魔法という言葉の解釈の奥行きが普段斎藤自身が考えてることや音楽でやっていきたいこととリンクして、そういうことを曲にしたいと思い歌詞を書いた[2]。
3. So Many Stars
  - 2024年10月に開催されたツアー「XIIX LIVE TOUR 2024『So Many Stars』」のタイトル曲で、同ツアーで初披露された楽曲。
  - 斎藤はこの曲について「とにかく美しいメロディを作ろうと思って作った」「小学生時代にミュージカルの『キャッツ』を観て感動し、音楽の授業のリコーダーで好きな曲を吹くテストで『キャッツ』の「メモリー」を吹いた時のことを思いながら歌詞を書いた」と語っている[2]。
4. それがいいな
  - 須藤が「Cigarettes After Sexのインディー・ロック感や気怠い感じが斎藤にも合いそうだ」と思い、そこから影響を受けてトラックを作った曲[2]。
  - 斎藤はこの楽曲の制作時、須藤からバンド名改名の話を受けて、XIIXの名前が変わるということのファンに対する説明責任が芽生えて歌詞を書き始め、名前を変えてもTenTwentyがふたりで続いていく理由みたいなものを歌詞にした[2]。
  - 須藤はこの楽曲のベースのレコーディングで普段のKAMINARI YARDBIRDではなくヘフナー・500-1を演奏している。[3]
5. きみは幽霊
  - 仮タイトルは"ホッチリ"[2]。
  - 須藤が最初に「深く考えないで音楽で楽しもうぜ、フィジカルで楽しもうぜ」みたいな気持ちでトラックを作って斎藤に投げ、斎藤からラップが返ってきたのを受けて、サビのメロディを須藤が書いた[2]。

## 参加ミュージシャン
TenTwenty
- Vocal + Guitar：斎藤宏介
- Bass + All Other Instruments：須藤優
- Produced by TenTwenty

Additional Musicians
- Drums：河村吉宏 [M1,2], 岡本啓佑 [M4], GOTO(DALLJUB STEP CLUB, 礼賛) [M5]
- Beat Programming：堀正輝 [M3]
- Keyboards：山本健太 [M1], 宗本康兵 [M2]

## 「XIIX LIVE TOUR『XIIX』at LINE CUBE SHIBUYA 2023.10.20」 (BD, DVD)
1. シトラス
2. E△7
3. ユースレス・シンフォニー
4. Vivid Noise
5. おもちゃの街
6. Fantome
7. 次の朝へ
8. タイニーダンサー
9. 魔法の鏡
10. アカシ
11. 月と蝶
12. 4:43 AM
13. 曙空をみつけて
14. まばたきの途中
15. 正者の行進
16. No More
17. うらら
18. あれ
19. フラッシュバック
20. All Light
21. スプレー
22. 魔法の鏡 feat. 内澤崇仁 (androp)

BAND MEMBERS
- Drums：岡本啓佑
- Keyboards：山本健太
- Guitar：粂絢哉
- GUEST：内澤崇仁 (androp) [M22]